# Моногаев, Вячеслав Геннадьевич
Вячеслав Геннадьевич Моногаев (род. 23 октября 1986, Джамбул, Казахская ССР) — российский музыкант, автор-исполнитель.
Родился в Джамбуле (Казахская ССР). В 1995 году переехал в Калининград. В 2008 году окончил Бизнес-колледж (Калининград) по специальности «Реклама»; продолжил образование в РГУ имени И. Канта на факультете литературы и журналистики.
Стихи пишет с 2001 года, песни начал сочинять годом позже. В 2003 году стал лауреатом Международного фестиваля бардовской бесни «Балтийская Ухана». В 2005 году выпустил дебютный альбом «Свет ночного фонаря».
С 2005 по 2009 год занимал должность президента клуба авторской песни «Аквамарин» (Калининград), на базе которого в 2006 году создал группу «БанДеролЬ». В 2009 году в составе группы «БанДеролЬ» стал лауреатом Грушинского фестиваля (Самара).
Параллельно с 2007 по 2008 год играл в музыкальном составе Творческой лаборатории «ЮЛА». В 2011 году создал рок-группу «Веды». 30 апреля 2012 года коллектив завоевал Гран-при конкурса рок-музыки «Под серебряным дождём»; эта победа, по условиям конкурса, обеспечивала ротацию до конца 2012 года на радиостанции «Серебряный дождь». В апреле 2013 года группа «Веды» выпустила свой первый видеоклип — на песню «Студёная».
С 2013 года проживает в Москве. В 2016 году представил новый музыкальный проект «MONO».